# Erdbeben vor Sumatra 2005

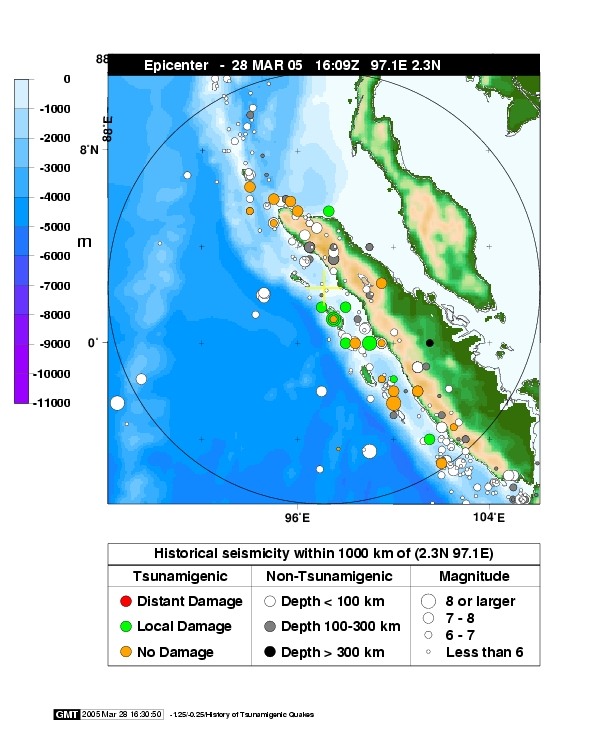
Epizentrum vor Sumatra

Das Sumatra-Erdbeben vom März 2005 ereignete sich am 28. März 2005 um 16:09:36 Uhr UTC (23:09:36 Uhr Ortszeit) vor der Küste der Insel Sumatra. Das Hypozentrum lag bei 2° 4′ 35″ N, 97° 0′ 58″ O +/− 4 km, etwa 200 Kilometer westlich von Sibolga auf Sumatra (etwa 1400 km nordwestlich von Jakarta) im Indischen Ozean in 30 Kilometer Tiefe, etwa auf halbem Weg zwischen den Inseln Nias und Simeuluë. In diesem Gebiet zwingt Subduktion die Indische Platte entlang des Sundagrabens unter die Burma-Platte bzw. unter die Eurasische Platte.
Das Megathrust-Erdbeben hatte eine Magnitude von MW = 8,6. Die Auswirkungen waren noch in der 1000 km entfernten thailändischen Hauptstadt Bangkok zu spüren.
Durch das Erdbeben wurden etwa 1300 Personen getötet, zumeist auf der Insel Nias. Das Ereignis verursachte in der erst durch das Seebeben im Indischen Ozean 2004 betroffenen Region Panik und Furcht vor einem Tsunami. Für zahlreiche Regionen wurden Tsunamiwarnungen ausgelöst. Es entstand jedoch lediglich eine drei Meter hohe Flutwelle bei Simeuluë, die keinen großen Schaden anrichtete. Das Beben selbst richtete jedoch erhebliche Schäden auf den Inseln vor Sumatra an, vor allem auf Nias.

## Stärke des Erdbebens und seine Folgen

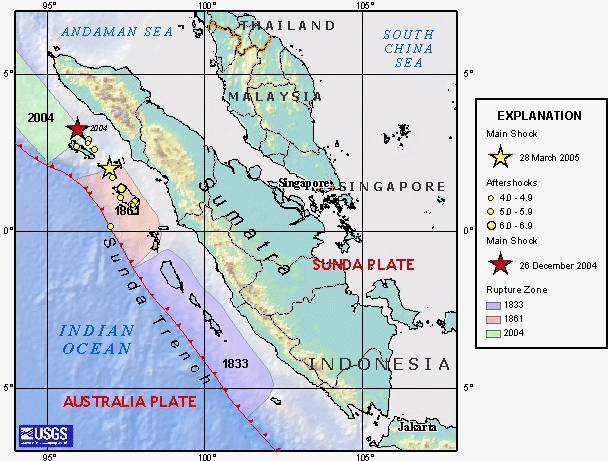
Karte des USGS mit den Erdbebenzonen im Sundagraben. Die Gebiete mit den größten Schäden bei den Erdbeben von 1833 und 1861 sowie vom 26. Dezember 2004 und das Erdbeben vom 28. März 2005 sind in unterschiedlichen Farben gekennzeichnet.

Das Erdbeben dauerte ungefähr zwei Minuten. In den vierundzwanzig Stunden direkt nach den Erderschütterungen gab es acht größere Nachbeben mit einer Stärke von MW = 5,5 und MW = 6,0. Unter Seismologen entstand eine Debatte, ob das Erdbeben als Nachbeben des Ereignisses vom Dezember 2004 zu bewerten sei oder es sich um ein ausgelöstes Erdbeben handele, da es erheblich stärker war als die üblichen Nachbeben entlang der Verwerfung.
Auf der indonesischen Insel Nias vor der Küste Sumatras wurden durch das Erdbeben hunderte von Gebäuden zerstört und mindestens eintausend Bewohner getötet, davon allein 220 in Gunungsitoli, der größten Stadt der Insel. Etwa die Hälfte der Stadtbevölkerung von 27.000 Personen floh.
Das Erdbeben war auf ganz Sumatra deutlich bemerkbar und verursachte ausgedehnte Stromausfälle in Banda Aceh, das bereits durch den Tsunami vom Dezember 2004 schwer geschädigt worden war. Viele Bewohner flohen aus ihren Häusern und suchten höherliegendes Gelände auf. Die Erdstöße wurden auch an der Westküste Thailands und Malaysias verspürt. In Kuala Lumpur wurden Hochhäuser evakuiert. Weniger bemerkbar war das Erdbeben auf den Malediven, in Indien und Sri Lanka.

## Tsunami
Das Erdbeben weckte Befürchtungen rund um den Indischen Ozean vor einem Tsunami, der dem katastrophalen Tsunami vom 26. Dezember 2004 ähnlich sei. Warnungen vor einem Tsunami waren durch das von der National Oceanic and Atmospheric Administration (NOAA) der Vereinigten Staaten betriebene Pacific Tsunami Warning Center und die Regierung Thailands ausgegeben worden, da ein großer Tsunami befürchtet wurde, der sich insbesondere vom Hypozentrum aus in südlicher Richtung bewegt hätte.
Die Südküste von Thailand, Küstengebiete in den nördlichen Staaten Malaysias, Penang und Kedah, sowie die Ostküste Sri Lankas wurden evakuiert. Aufgrund der Verwirrung bei der Evakuierung kamen auf Sri Lanka zehn Personen ums Leben. Auch für die südlichen Küstenstaaten Indiens wurde Alarmbereitschaft verkündet. Alle diese Gebiete hatten durch den Tsunami vom 26. Dezember 2004 wesentliche Schäden davongetragen. Das Erdbeben verursachte jedoch relativ niedrige Flutwellen. Ein drei Meter hoher Tsunami verursacht leichte Schäden am Hafen und an Flughafeneinrichtungen auf Simeuluë, und eine zwei Meter hohe Flutwelle wurde an der Westküste von Nias aufgezeichnet. Erheblich niedrigere Flutwellen wurden rund um den Indischen Ozean gemessen, die meisten davon waren nur durch spezielle Flutmesseinrichtungen feststellbar; beispielsweise in Colombo, Sri Lanka, wurden 25 cm gemessen.
Die Flutwelle erreichte die zu Australien gehörenden Kokosinseln in einer Höhe von 30 cm, woraufhin die Inselstaaten Mauritius, Madagaskar und die Seychellen ihre jeweiligen Bevölkerungen warnten.

## Humanitäre Reaktionen
Australien entsandte medizinisches Personal und Ausrüstung nach Nias. Das australische Kriegsschiff HMAS Kanimbla, das erst kurz zuvor aus der Region Aceh abgezogen worden war, wurde von Singapur aus in die Region zurückgeschickt. Am 2. April 2005 stürzte einer der beiden zur Kanimbla gehörenden Sea-King-Hubschrauber mit dem Rufzeichen Shark 02 auf der Insel Nias beim Transport von medizinischem Personal ab. Dabei wurden neun Personen an Bord getötet.